# Найкраща акторка (премія Гоя)
Детальніші відомості з цієї теми ви можете знайти в статті Премія Гоя.

## Лауреати
- 1987 — Ампаро Рівельєс (за роль в фільмі «Треба зруйнувати будинок» / Hay que deshacer la casa)
- 1988 — Вероніка Форке (за роль в фільмі «Веселе життя» / La vida alegre)
- 1989 — Кармен Маура (за роль в фільмі «Жінки на межі нервового зриву» / Mujeres al borde de un ataque de nervios)
- 1990 — Рафаела Апарісіо (за роль в фільмі «Море і погода» / El mar y el tiempo)
- 1991 — Кармен Маура (за роль в фільмі «Ай, Кармела!» / ¡Ay, Carmela!)
- 1992 — Сільвія Мунт (за роль в фільмі «Крила метелика» / Alas de mariposa)
- 1993 — Аріадна Хіль (за роль в фільмі «Ера краси» / Belle époque)
- 1994 — Вероніка Форке (за роль в фільмі «Кіка» / Kika)
- 1995 — Христина Маркос (за роль в фільмі «Всі ви чоловіки — однакові» / Todos los hombres sois iguales)
- 1996 — Вікторія Абріль (за роль в фільмі «Ніхто не згадає нас після смерті» / Nadie hablará de nosotras cuando hayamos muerto)
- 1997 — Емма Суарес (за роль в фільмі «Пес садівника» / El perro del hortelano)
- 1998 — Сесілія Рот (за роль в фільмі «Мартін (Аче)» / Martín (Hache))
- 1999 — Пенелопа Крус (за роль в фільмі «Дівчина моєї мрії» / La niña de tus ojos)
- 2000 — Сесілія Рот (за роль в фільмі «Все про мою матір» / Todo sobre mi madre)
- 2001 — Кармен Маура (за роль в фільмі «Мої любі сусіди» / La comunidad)
- 2002 — Пілар Лопес де Аяла (за роль в фільмі «Шаленство кохання» / Juana la Loca)
- 2003 — Мерседес Сампьєтро (за роль в фільмі «Загальні місця» / Lugares comunes)
- 2004 — Лая Маруль (за роль в фільмі «Віддам тобі свої очі» / Te doy mis ojos)
- 2005 — Лола Дуеньяс (за роль в фільмі «Море всередині» / Mar adentro)
- 2006 — Кандела Пенья (за роль в фільмі «Принцеси» / Princesas)
- 2007 — Пенелопа Крус (за роль в фільмі «Повернення» / Volver)
- 2008 — Марібель Верду (за роль у фільмі «Сім більярдних столів» / Siete mesas de billar francés)
- 2009 — Карме Еліас (за роль у фільмі «Каміно» / Camino)
- 2010 — Лола Дуеньяс (за роль у фільмі «Я теж» / Yo, también)
- 2011 — Нора Навас (за роль у фільмі «Чорний хліб» / Pa negre)
- 2012 — Елена Аная (за роль у фільмі «Шкіра, в якій я живу» / La piel que habito)
- 2013 — Марібель Верду (за роль у фільмі «Білосніжка» / Blancanieves)
- 2014 — Маріан Альварес (за роль у фільмі «Рана» / La herida)
- 2015 — Барбара Ленні (за роль у фільмі «Чарівна дівчинка» / Magical Girl)
- 2016 — Наталія де Моліна (за роль у фільмі «Житло і харчі» / Techo y comida)
- 2017 — Емма Суарес (за роль у фільмі «Джульєтта» / Julieta)